# Saint-Plaisir
Saint-Plaisir – miejscowość i gmina we Francji, w regionie Owernia-Rodan-Alpy, w departamencie Allier.

## Nazwa
Nazwa miejscowości pochodzi od imienia św. Placyda.

## Demografia
Według danych na rok 1990 gminę zamieszkiwało 388 osób, a gęstość zaludnienia wynosiła 7 osób/km². W styczniu 2015 r. Saint-Plaisir zamieszkiwało 407 osób, przy gęstości zaludnienia wynoszącej 7,3 osób/km².